# 索萊達 (埃爾帕拉伊索省)
索萊達（西班牙語：Soledad），是洪都拉斯的城鎮，位於該國南部，由埃爾帕拉伊索省負責管轄，始建於1826年7月10日，面積169.15平方公里，海拔高度405米，2001年人口9,542，人口密度每平方公里56.41人。
13°35′0″N 87°7′0″W / 13.58333°N 87.11667°W